# زجاج رفيع (بصريات)
الزجاج الرفيع هو نوع من زجاج البصريات المستخدم في العدسات وغيرها من المكونات البصرية. وهو ذو منسب انكساري منخفض نسبيا (≈1.52) و تشتت بصري منخفض (مع  رقم آبي حوالي 60). الزجاج الصواني ينتج من الكلس قلوي (RCH) السيليكات التي تحتوي على ما يقرب من 10% أكسيد البوتاسيوم وهو واحد من أقرب أنواع الزجاج منخفض التشتت.
فضلا عن المادة المحددة المسماة زجاج رفيع، هناك أنواع زجاج بصري أخرى مع خصائص مماثلة تسمى أيضا زجاج صوَّاني. عموما، هذا يُعتبر زجاج مع أرقام آبي في حدود 50 إلى 85. على سبيل المثال، زجاج البوروسيليكات لشركة شوت BK7 هو زجاج رفيع شائع للغاية، يُستخدم في العدسات الدقيقة. البوروسيليكات يحتوي على حوالي 10% من أكسيد البوريك، ولديه خصائص بصرية وميكانيكية، وهو مقاوم للأضرار الكيميائية والبيئية. وتشمل الإضافات الأخرى المستخدمة في الزجاج الصَّواني أكسيد الزنك، خامس أكسيد الفوسفور،أكسيد الباريوم، فلوريت وأكسيد اللانثانوم.

عدسة أكروماتية، تجمع بين الزجاج الرفيع والزجاج الصواني.

الصورة عدسة مقعرة من زجاج صوَّاني عادة مجتمعة مع عدسة محدبة من زجاج رفيع لإنتاج عدسة أكروماتية. تشتت الزجاج يعوض جزئيا عن بعضه البعض، مما ينتج عنه انخفاض الزيغ اللوني مقارنة بعدسة بسيطة بنفس البعد البؤري.

## روابط خارجي
- مقالة عن الزجاج الرفيع نسخة محفوظة 22 سبتمبر 2020 على موقع واي باك مشين.
- كتاب تطبيق البصريات الفوتوغرافية
- كتاب خصائص الزجاج البصري
- كتيب من السيراميك، والنظارات، والماس
- بناء الزجاج البصري
- فيديو نفخ زجاج رفيع بواسطة متحف كورنينج للزجاج